# União das Freguesias de Fonte Boa e Rio Tinto
Die União das Freguesias de Fonte Boa e Rio Tinto ist eine portugiesische Gemeinde (Freguesia) im Kreis (Concelho) Esposende, Distrikt Braga, im Nordwesten Portugals.

## Geschichte
Die Gemeinde entstand im Zuge der Gebietsreform vom 29. September 2013 durch die Zusammenlegung der ehemaligen Gemeinden Fonte Boa und Rio Tinto.
Fonte Boa wurde Sitz der neuen Verwaltung.

## Demographie
| Freguesia | Freguesia             | Freguesia | Freguesia       | ehemalige Freguesias | ehemalige Freguesias | ehemalige Freguesias | ehemalige Freguesias |
| --------- | --------------------- | --------- | --------------- | -------------------- | -------------------- | -------------------- | -------------------- |
| Wappen    | Freguesia             | Einwohner | Fläche in (km²) | Wappen               | Freguesia            | Einwohner            | Fläche in (km²)      |
|           | Fonte Boa e Rio Tinto | 1838      | 10,38           |                      | Fonte Boa            | 1327                 | 6,11                 |
|           | Fonte Boa e Rio Tinto | 1838      | 10,38           | Rio Tinto            | 642                  | 4,26                 |                      |